# Thamnodynastes duida
Espèce
Thamnodynastes duida  est une espèce de serpents de la famille des Dipsadidae.

## Répartition
Cette espèce est endémique du Cerro Duida dans l'État d'Amazonas au Venezuela.

## Description
C'est un serpent vivipare.

## Étymologie
Cette espèce est nommée en référence au lieu de sa découverte, le Cerro Duida.

## Publication originale
- Myers & Donnelly, 1996 : A new herpetofauna from Cerro Yavi, Venezuela: first results of the Robert G. Goelet American Museum-TERRAMAR Expedition to the northwestern Tepuis. American Museum Novitates, no 3172, p. 1-56 (texte intégral).